# Resistere non serve a niente
Resistere non serve a niente è un romanzo di Walter Siti edito da Rizzoli nel 2012. Il testo è stato insignito nel 2013 del Premio Strega e di un Premio Mondello nella categoria "Premio Opera Italiana". È stato tradotto in francese.

## Trama
In un capanno isolato nella campagna romana, un gruppo criminale procede all'esecuzione capitale di un membro del clan. L'incombenza materiale è compiuta da un altro membro che deve al clan una dimostrazione di coraggio e fedeltà. 
Successivamente, l'autore si reca alla festa di compleanno di una diva della televisione. L'evento si tiene in casa di Tommaso Aricò, fidanzato con una giovane aspirante ad entrare nel circuito della diva. Tommaso ha fama di mago della finanza ed è notoriamente molto ricco, ma pare che la festa lo annoi e, quando vede l'autore, fa il possibile per parlargli. I due si incontrano in seguito e, poiché l'autore è in cattive acque con l'abitazione, Tommaso gli propone di risolvere la cosa col suo denaro. In cambio chiede che l'autore scriva un libro su di lui.
Tommaso è nato il 2 agosto 1976 da una famiglia di borgata. Fin da piccolissimo assume troppo cibo ed è obeso; non può partecipare alle scampagnate o alle gite con la classe, perché ha difficoltà a muoversi a lungo. Il suo migliore amico è Nando, per il resto, Tommaso vive una vita a sé. Il padre, Sante Aricò detto Santino, è incarcerato per truffa e la moglie Irene va a trovarlo a Rebibbia, a volte con Tommaso. Estremamente versato per la matematica, il ragazzo trova nello studio e nella sperimentazione creativa il rifugio alla sua diversità.
Sembra che il padre, dal carcere, si opponga alla continuazione degli studi del ragazzo, però, quando viene rilasciato, incoraggia Tommaso a fare il liceo scientifico; la risposta entusiasta dell'adolescente (che ormai sembra una balena) consiste nel saltare un anno. Purtroppo Sante deve ben presto tornare in carcere, stavolta con una condanna per omicidio e la madre sta per essere licenziata, causa una crisi che getta lei e molte altre operaie su una strada. È a questo punto che si fa avanti un benefattore (ovvero un socio del padre) per offrire a Tommaso l'università pagata e un'operazione chirurgica che rimetta a posto l'obesità.
Il costosissimo intervento avviene in una clinica svizzera e obbligherà il giovane a una disciplina ferrea per il resto della vita, sia di tipo dietologico che farmacologico. Al ritorno trova il suo amico Nando, precocemente sposato e padre; per i due è come sempre. Seguono anni studiosi in un'università privata e un inserimento nel mondo finanziario, mentre la madre ha potuto avere lavori meno faticosi e stressanti, qualche buon divertimento e una stabilità forse poco chiara per la moglie di un detenuto, al quale per altro lei è sempre rimasta fedele.
Grazie a un socio molto ben informato, Tommaso mette a segno una vertiginosa serie di operazioni finanziarie, i cui dividendi, così elevati, lo mettono in condizione di dare di tutto alla sua famiglia e di aspirare all'amore di Gabriella, che vuol fare televisione. Tommaso dovrebbe forse ripagare i suoi benefattori e pianpiano spunta una verità che ha lungamente nascosto all'autore: il delitto nel capanno era stato compiuto da Sante, per ordine della banda criminale alla quale doveva dimostrare di non aver commesso un certo sgarro. Quanto è potente, quanto ricca questa banda? E lui è forse un figlio amorosamente allevato per scopi diversi nella forma, ma identici nella sostanza?
Avviene un nuovo incontro tra l'autore e il suo soggetto, per ridefinire le regole della storia. Certo che Tommaso è un talento coltivato dalla cosca del padre; Nando è un suo guardaspalle e Irene ha sempre saputo tutto. Nella finanza, un certo Morgan Lucchese, rampollo di malavitosi, gli ha fatto da mentore, insegnandogli a insinuarsi controcorrente nei gorghi dell'alta finanza. Perché la sua formazione fosse completa, non hanno mancato di tendergli dei trabocchetti, per studiarne le reazioni e soluzioni. Sarà per questo, ma l'amore per Gabriella non decolla e anzi si perde in una nebbia di troppe voglie inappagate.
Tommaso ha anche provato con Edith, una scrittrice innamorata di lui. Ebbene, lui invece non pensa ad altro che a Gabry, anche se offre a Edith di comprarle una casa editrice; un altro amore che si estingue, altra vita non vissuta. Ormai le depravazioni di Tommaso non hanno più un perché e solo l'abuso di una ragazzina dodicenne (offertagli dal padre) parrebbe acquietare il mal di vivere di un colosso che attende l'uscita del padre dal carcere, e l'attesa è lunga.
Con l'autore si sono detti pressoché tutto. La criminalità che cambia, che lascia ai più poveri e derelitti cose come l'omicidio, mentre la seconda generazione, in maniera come disincarnata, procede a delinquere con lauree e master, con menti che hanno l'orizzonte della globalità. Ma questa faglia dissociatrice spinge Tommaso verso mamma e papà, come verso quanto c'è ancora di vero: e Tommy soffre per il tracollo mentale di mamma Irene, mentre ha risposto al tatuaggio "Tommy" che si è fatto il papà con un "Santino". Che ci sia ancora qualcosa di buono per lui che, in fondo, non manca di qualche bontà? Può esserci un futuro con Gabry? O un figlio?
L'autore dice di sì, anche se resistere a queste spinte non serve a niente.

## Edizioni
- Resistere non serve a niente, Rizzoli, Milano, 2012.
- (FR)  Résister ne sert à rien, traduzione di Serge Quadruppani, Éditions Métailié, Parigi, 2014.